# Saumane (Alpes-de-Haute-Provence)
Pour les articles homonymes, voir Saumane.
Saumane est une commune française située dans le département des Alpes-de-Haute-Provence, en région Provence-Alpes-Côte d'Azur.
Ses habitants sont appelés les Saumanins.

## Géographie

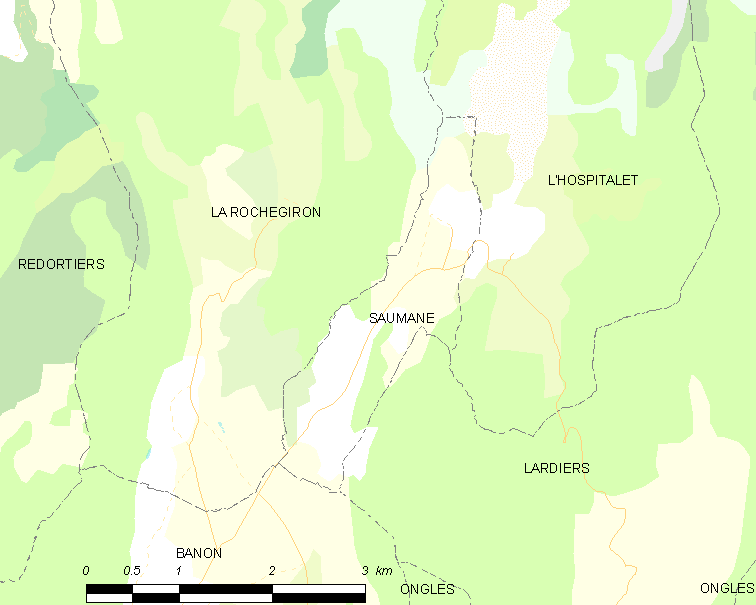
Saumane et les communes voisines (Cliquez sur la carte pour accéder à une grande carte avec la légende).

Les communes limitrophes de Saumane sont L'Hospitalet, Lardiers, Banon et La Rochegiron.

### Hydrographie
Saumane est arrosée par le ravin de la Combe Crue.

### Climat
Pour des articles plus généraux, voir Climat de Provence-Alpes-Côte d'Azur et Climat des Alpes-de-Haute-Provence.
En 2010, le climat de la commune est de type climat méditerranéen altéré, selon une étude du Centre national de la recherche scientifique s'appuyant sur une série de données couvrant la période 1971-2000. En 2020, Météo-France publie une typologie des climats de la France métropolitaine dans laquelle la commune est exposée à un climat de montagne ou de marges de montagne et est dans une zone de transition entre les régions climatiques « Provence, Languedoc-Roussillon » et « Alpes du sud ».
Pour la période 1971-2000, la température annuelle moyenne est de 10,9 °C, avec une amplitude thermique annuelle de 17,1 °C. Le cumul annuel moyen de précipitations est de 985 mm, avec 7,1 jours de précipitations en janvier et 4,2 jours en juillet. Pour la période 1991-2020, la température moyenne annuelle observée sur la station météorologique de Météo-France la plus proche, « Saint-Christol », sur la commune de Saint-Christol à 17 km à vol d'oiseau, est de 10,0 °C et le cumul annuel moyen de précipitations est de 1 015,3 mm. 
La température maximale relevée sur cette station est de 39,3 °C, atteinte le 28 juin 2019 ; la température minimale est de −20,1 °C, atteinte le 19 février 1983,,.
Les paramètres climatiques de la commune ont été estimés pour le milieu du siècle (2041-2070) selon différents scénarios d'émission de gaz à effet de serre à partir des nouvelles projections climatiques de référence DRIAS-2020. Ils sont consultables sur un site dédié publié par Météo-France en novembre 2022.

### Transports
La commune de Saumane est desservie par la route départementale RD 12.

### Risques majeurs
Aucune des 200 communes du département n'est en zone de risque sismique nul. Le canton de Banon auquel appartient Saumane est en zone 1a (sismicité très faible mais non négligeable) selon la classification déterministe de 1991, basée sur les séismes historiques, et en zone 3 (risque modéré) selon la classification probabiliste EC8 de 2011. La commune de est également exposée à trois autres risques naturels :
- feu de forêt,
- inondation,
- mouvement de terrain : quelques versants de la commune sont concernés par un aléa moyen à fort[12].

Aucun plan de prévention des risques naturels prévisibles (PPR) n’existe pour la commune et le Dicrim n’existe pas non plus.

## Urbanisme

### Typologie
Au 1er janvier 2024, Saumane est catégorisée commune rurale à habitat dispersé, selon la nouvelle grille communale de densité à 7 niveaux définie par l'Insee en 2022.
Elle est située hors unité urbaine et hors attraction des villes,.

### Occupation des sols
L'occupation des sols de la commune, telle qu'elle ressort de la base de données européenne d’occupation biophysique des sols Corine Land Cover (CLC), est marquée par l'importance des territoires agricoles (80,2 % en 2018), en diminution par rapport à 1990 (83,3 %). La répartition détaillée en 2018 est la suivante : 
terres arables (38,4 %), prairies (30,7 %), forêts (12,3 %), zones agricoles hétérogènes (11,1 %), milieux à végétation arbustive et/ou herbacée (6,1 %), espaces ouverts, sans ou avec peu de végétation (1,4 %).
L'évolution de l’occupation des sols de la commune et de ses infrastructures peut être observée sur les différentes représentations cartographiques du territoire : la carte de Cassini (XVIIIe siècle), la carte d'état-major (1820-1866) et les cartes ou photos aériennes de l'IGN pour la période actuelle (1950 à aujourd'hui).

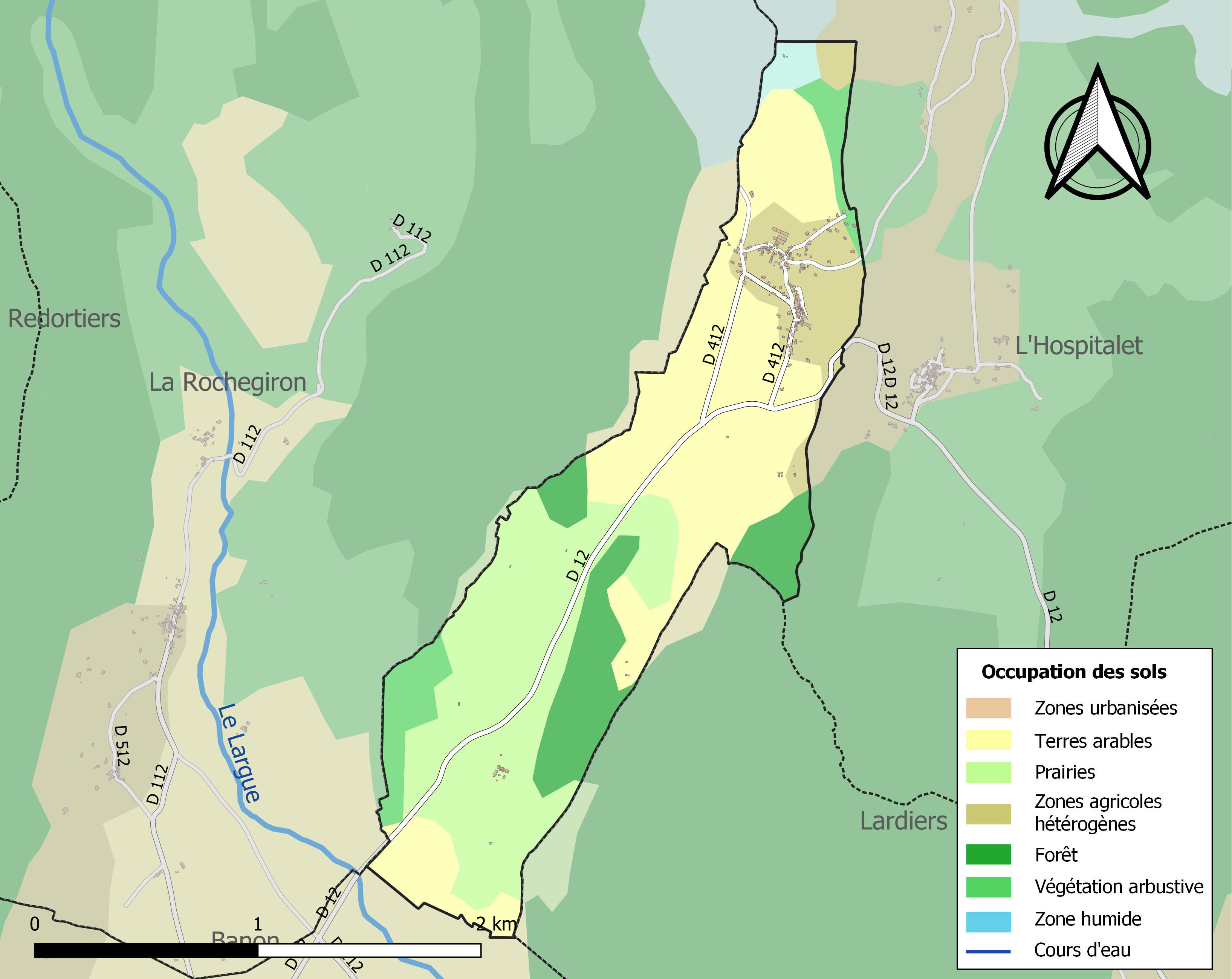
Carte de l'occupation des sols de la commune en 2018 (CLC).

## Toponymie
On écrit Saumana en provençal selon la norme classique et Saumano selon la norme mistralienne. Le nom du village est attesté pour la première fois en 1204 sous la forme Saumana. Il a fait l’objet de différentes interprétations :
- soit il est issu de l’occitan sauma « ânesse » (du latin sagma « bête de somme »), dérivé avec le suffixe -ana ; son nom pourrait alors correspondre aux Asnières en domaine d'oïl[20],[21] ;
- soit il s’agit de l'anthroponyme germanique Salemannus[22] pris absolument ;

La toponymie de la commune recèle quelques traces du vocabulaire provençal lié au milieu montagnard, malgré sa faible étendue : on note ainsi Piponcet, formé sur le radical podium, qui désigne une éminence, et les Plaines, le petit plateau dans les montagnes.
D’autres toponymes font référence à la mise en valeur agricole du terroir : Chaumettes, Pré-Long.

## Histoire

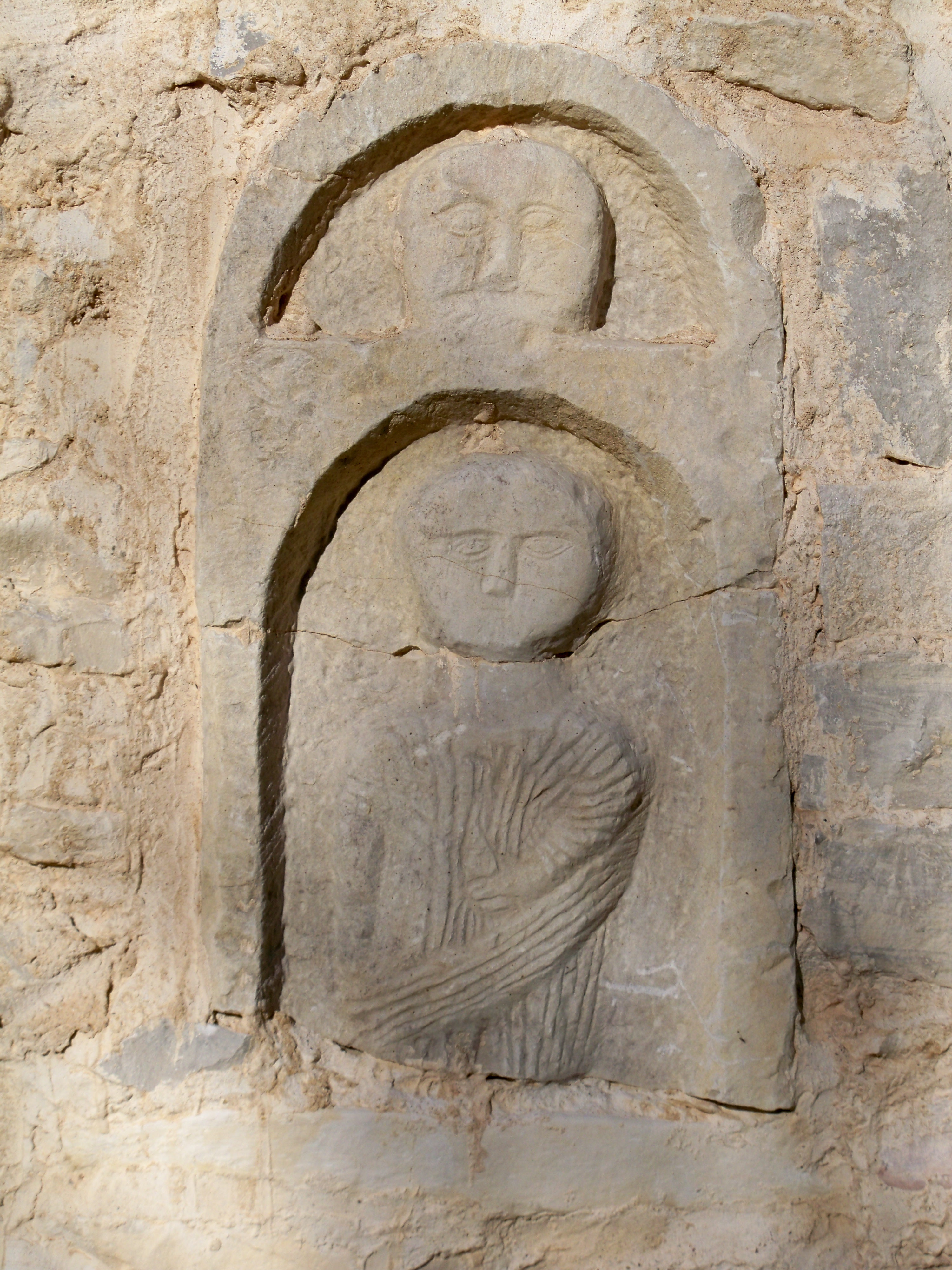
Bas-relief médiéval, pierre en remploi sur la façade d'une maison

Des vestiges gallo-romains ont été trouvés sur le territoire de la commune. Dans l’Antiquité, les Sogiontiques (Sogiontii) peuplent la montagne de Lure, en étant fédérés aux Voconces. Après la Conquête, ils sont rattachés avec eux à la province romaine de Narbonnaise. Au IIe siècle, ce peuple est détaché des Voconces et forme une civitas distincte, avec pour capitale Segustero (Sisteron).
Alors que le sud-est de la Gaule était une terre burgonde, le roi des Ostrogoths Théodoric le Grand fait la conquête de la région entre la Durance, le Rhône et l’Isère en 510. La commune dépend donc brièvement à nouveau de l’Italie, jusqu’en 526. En effet, pour se réconcilier avec le roi burgonde Gondemar III, la régente ostrogothe Amalasonthe lui rend ce territoire.
La localité apparaît pour la première fois dans les chartes en 1204. C’est l’un des rares villages de la région à s’être établi dès le Moyen Âge sur un site de passage (un fond de vallée), et non sur un site perché, favorable à la défense. Il profite ainsi de sa position sur le chemin du col Saint-Vincent, un des itinéraires de franchissement de la montagne de Lure ; un hospice pour voyageurs, lié à cette route, existait au XIIIe siècle. Alors que le fief relève des différentes branches de la famille des Simiane du XIVe siècle à la Révolution, la paroisse est un prieuré de l’abbaye de Montmajour, qui nommait le prêtre à sa tête et percevait les revenus attachés à l’église. Bien que Saumane soit un fief indépendant, le village dépendait de la communauté de L'Hospitalet, qui relevait de la viguerie de Forcalquier.
Après la grande crise des XIVe et XVe siècles (Grande Peste et guerre de Cent Ans), le village est quasiment abandonné : il n’y a qu’un seul foyer recensé en 1471.
Un moulin à vent (ils arrivent dans la campagne provençale au XVIIe siècle) est encore visible à Saumane.
Durant la Révolution, la commune compte une société patriotique, créée après la fin de 1792.
Le coup d'État du 2 décembre 1851 commis par Louis-Napoléon Bonaparte contre la Deuxième République provoque un soulèvement armé dans les Basses-Alpes, en défense de la Constitution. Après l’échec de l’insurrection, une sévère répression poursuit ceux qui se sont levés pour défendre la République : 5 habitants de Saumane sont traduits devant la commission mixte.
Comme de nombreuses communes du département, Saumane se dote d’une école bien avant les lois Jules Ferry : en 1863, elle en possède déjà une qui dispense une instruction primaire aux garçons, au chef-lieu. Aucune instruction n’est donnée aux filles : ni la loi Falloux (1851), qui impose l’ouverture d’une école de filles aux communes de plus de 800 habitants, ni la première loi Duruy (1867), qui abaisse ce seuil à 500 habitants, ne concernent Saumane. Si la commune profite des subventions de la deuxième loi Duruy (1877) pour construire une école neuve, ce n’est qu’avec les lois Ferry que les filles de Saumane sont régulièrement scolarisées.
Jusqu’au milieu du XXe siècle, la vigne était cultivée à Saumane. Le vin produit, de qualité médiocre, était destiné à l’autoconsommation. Cette culture est aujourd’hui abandonnée. De la même façon, l’olivier, cultivé sur de petites surfaces au XIXe siècle en limite altitudinale, a aujourd’hui disparu.

## Politique et administration

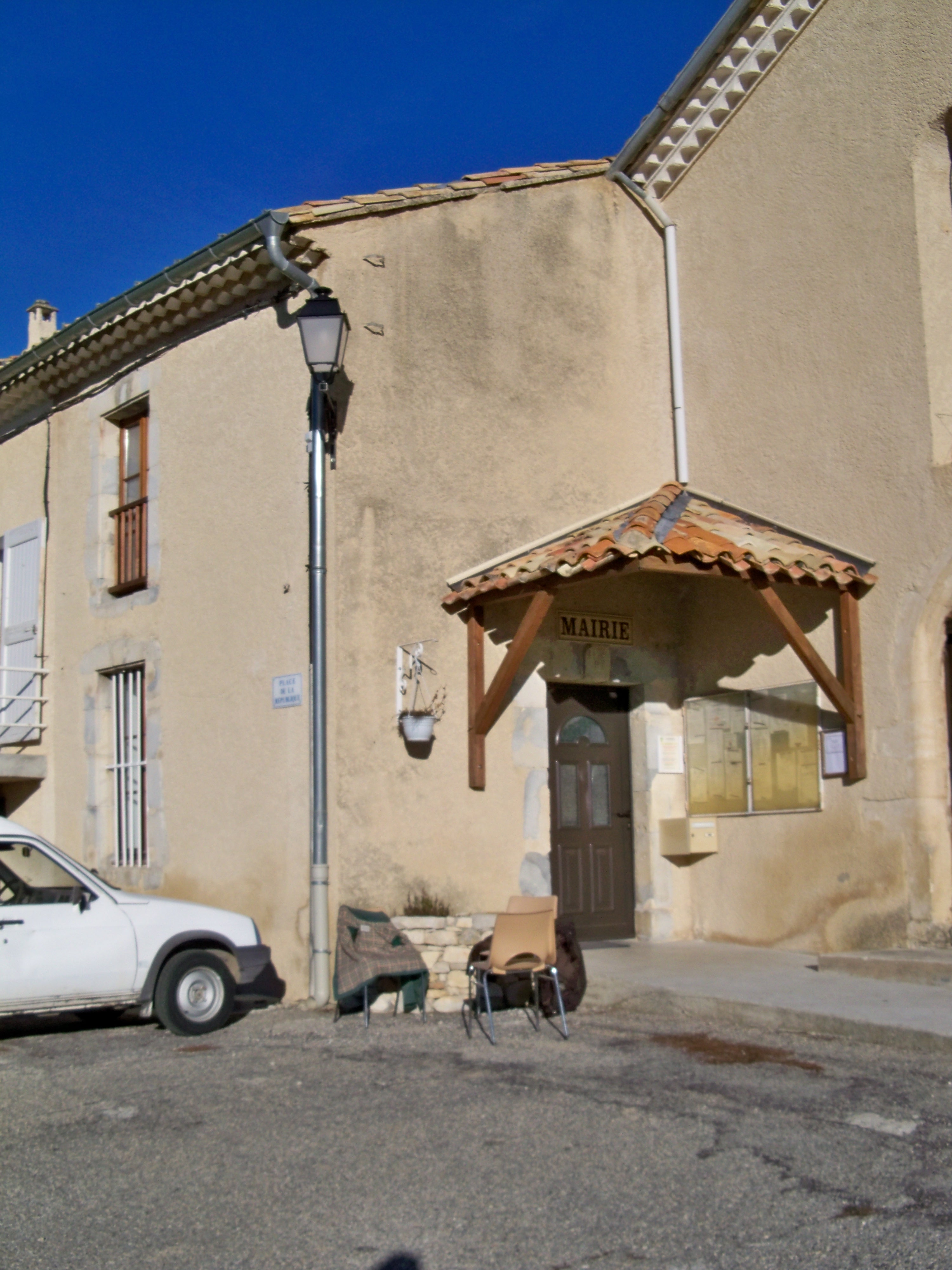
Mairie de Saumane.

| Période                                  | Période                       | Identité            | Étiquette | Qualité  |
| ---------------------------------------- | ----------------------------- | ------------------- | --------- | -------- |
| Les données manquantes sont à compléter. |                               |                     |           |          |
| juin 1816                                | 1821                          | Joseph Michel Blanc |           |          |
| mai 1945                                 |                               | Ludovic Berval      |           |          |
| 1959                                     |                               | Emmanuel Borel      |           |          |
|                                          |                               | Emmanuel Borel      |           |          |
|                                          |                               | Marcel Bernard      |           |          |
|                                          |                               | Dessaud             |           |          |
| 2001                                     | mars 2008                     | Jean-Marie Dupuy    |           |          |
| mars 2008                                | mars 2014                     | Aimé Reynaud        |           |          |
| mars 2014                                | En cours (au 21 octobre 2014) | Fabrice Paul        | DVD       | Retraité |

### Intercommunalité
Saumane fait partie :
- de 2002 à 2017, de la Communauté de communes du Pays de Banon ;
- depuis le 1er janvier 2017, de la communauté de communes Haute-Provence Pays de Banon.

### Budget et fiscalité
| Taxe                                        | Part communale | Part intercommunale | Part départementale | Part régionale |
| ------------------------------------------- | -------------- | ------------------- | ------------------- | -------------- |
| Taxe d'habitation                           | 8,43 %         | 0,55 %              | 5,53 %              | 0,00 %         |
| Taxe foncière sur les propriétés bâties     | 11,15 %        | 1,32 %              | 14,49 %             | 2,36 %         |
| Taxe foncière sur les propriétés non bâties | 55,93 %        | 4,18 %              | 47,16 %             | 8,85 %         |
| Taxe professionnelle                        | 21,00 %        | 1,32 %              | 10,80 %             | 3,84 %         |

La part régionale de la taxe d'habitation n'est pas applicable.
La taxe professionnelle est remplacée en 2010 par la cotisation foncière des entreprises portant sur la valeur locative des biens immobiliers et par la contribution sur la valeur ajoutée des entreprises (les deux formant la contribution économique territoriale qui est un impôt local instauré par la loi de finances pour 2010).

## Démographie
En 2022, la commune de Saumane comptait 125 habitants. À partir du XXIe siècle, les recensements réels des communes de moins de 10 000 habitants ont lieu tous les cinq ans (2008, 2013, 2018 pour Saumane). Les autres chiffres sont des estimations.
| 1471  | 1765 | 1793 | 1800 | 1806 | 1821 | 1831 | 1836 | 1841 | 1846 |
| ----- | ---- | ---- | ---- | ---- | ---- | ---- | ---- | ---- | ---- |
| 1 feu | 250  | 282  | 284  | 280  | 297  | 335  | 320  | 289  | 279  |

| 1851 | 1856 | 1861 | 1866 | 1872 | 1876 | 1881 | 1886 | 1891 | 1896 |
| ---- | ---- | ---- | ---- | ---- | ---- | ---- | ---- | ---- | ---- |
| 264  | 265  | 250  | 256  | 260  | 270  | 259  | 275  | 247  | 228  |

| 1901 | 1906 | 1911 | 1921 | 1926 | 1931 | 1936 | 1946 | 1954 | 1962 |
| ---- | ---- | ---- | ---- | ---- | ---- | ---- | ---- | ---- | ---- |
| 206  | 223  | 213  | 196  | 165  | 152  | 125  | 118  | 104  | 77   |

| 1968 | 1975 | 1982 | 1990 | 1999 | 2008 | 2022 | - | - | - |
| ---- | ---- | ---- | ---- | ---- | ---- | ---- | - | - | - |
| 74   | 63   | 60   | 80   | 83   | 106  | 125  | - | - | - |

L’histoire démographique de Saumane, après la grande saignée du XIVe siècle et la lente croissance allant de la fin du XVe siècle aux années 1830, est marquée par une période d’« étale » où la population reste stable à un niveau élevé. Cette période, courte dure des années 1820 à 1841. Elle est suivie d’un mouvement de diminution lent mais de très longue durée : en 1931, la commune enregistre la perte de la moitié de sa population du maximum de 1831. La diminution dure jusqu’aux années 1980. Depuis, le mouvement s’est inversé.

## Économie

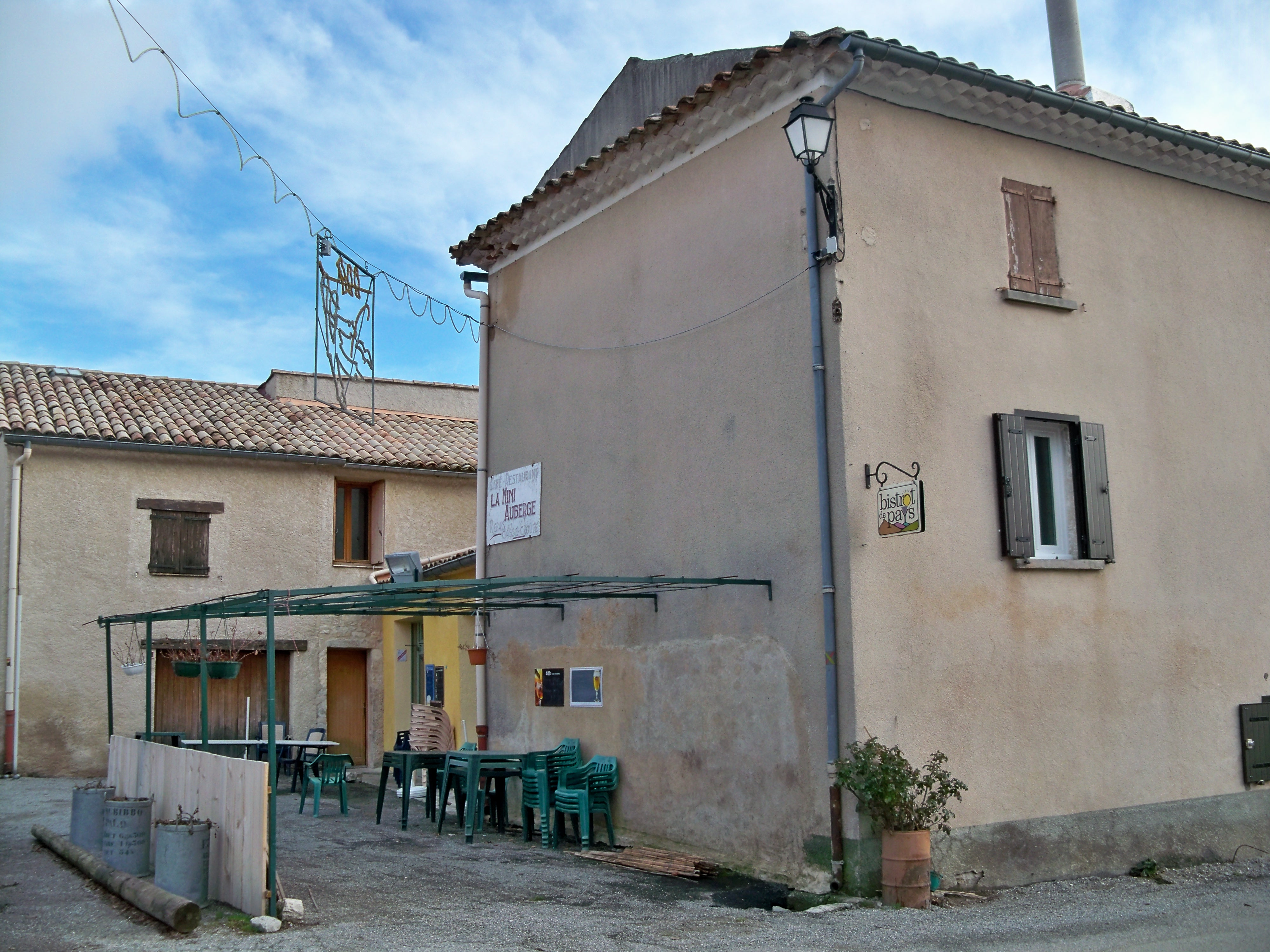
Le Bistrot de la Mini-Auberge.

### Agriculture

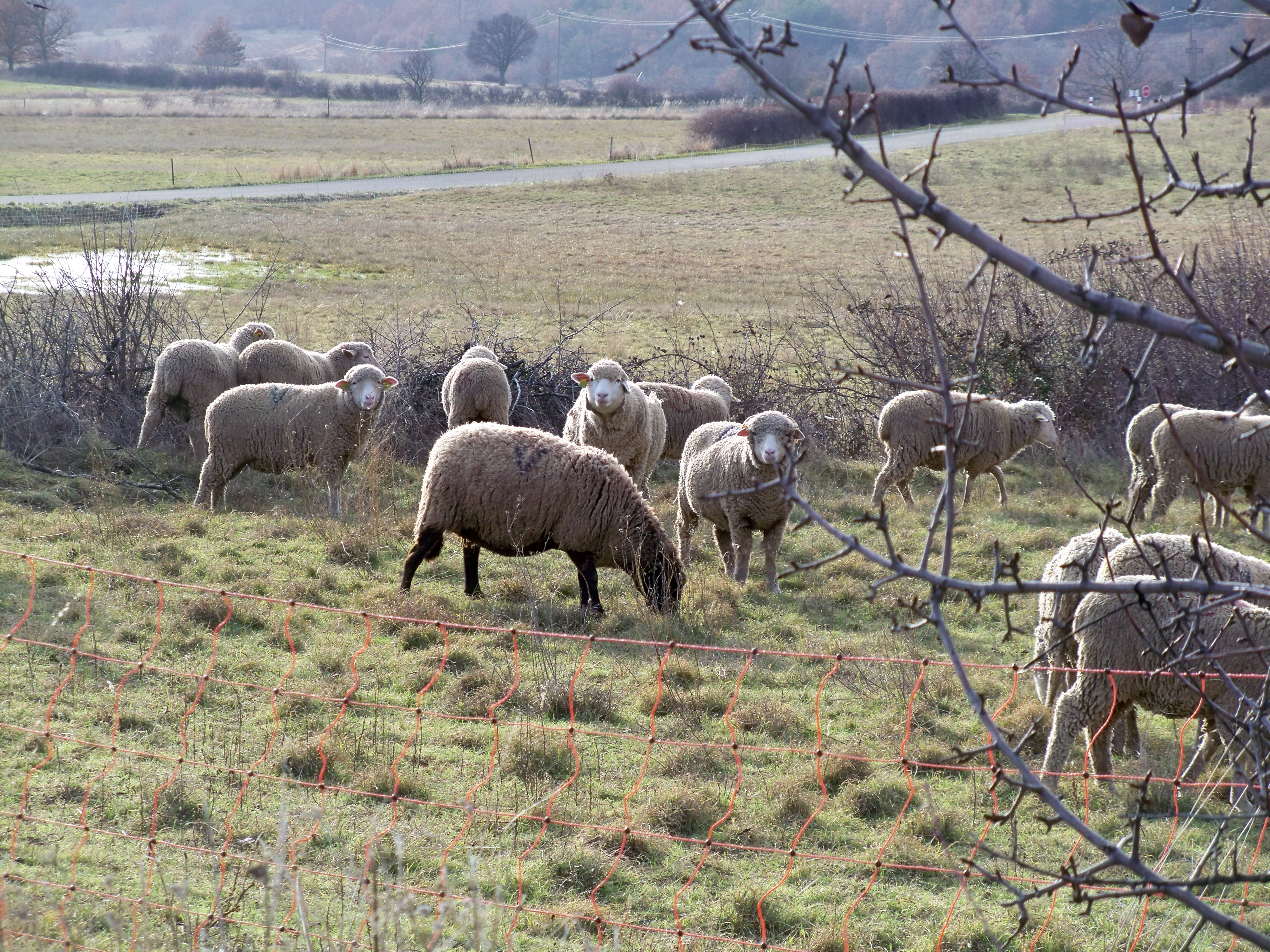
Troupeau près de Saumane.

L'élevage ovin est une activité agricole importante de la commune[réf. nécessaire].
Le principal producteur du fromage de chèvre du Mont-Ventoux est installé dans la commune au hameau de Fenière.

### Secteur tertiaire
Le Bistrot de la Mini-Auberge, qui porte le label Bistrot de pays, adhère à une charte dont le but est de « contribuer à la conservation et à l’animation du tissu économique et social en milieu rural par le maintien d’un lieu de vie du village ».
L'entreprise "Dépannage Service Electronique" vente et réparation de matériels informatiques et multimédias liée aux nouvelles technologies.

## Lieux et monuments

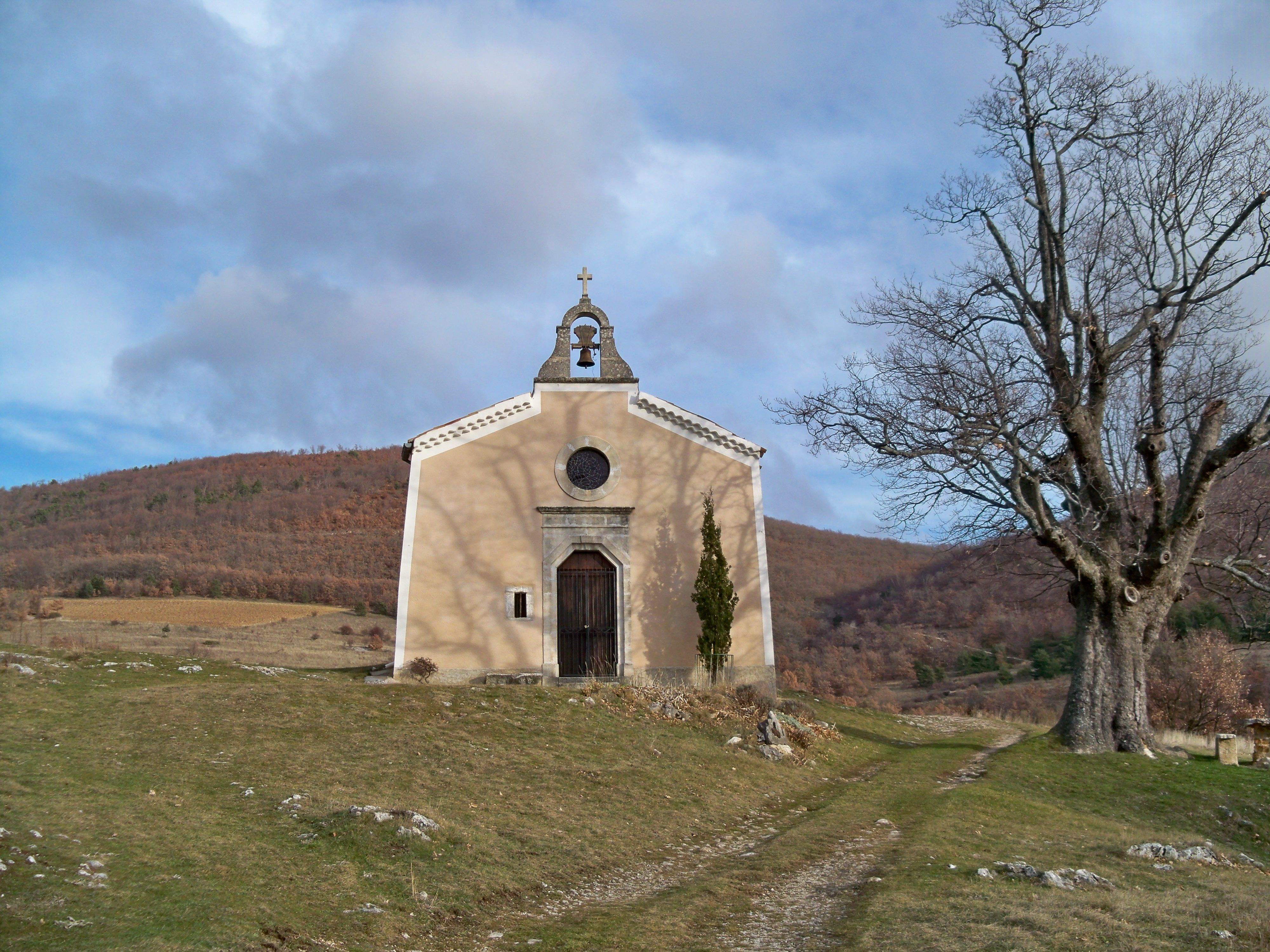
Chapelle Saint Michel, près du hameau de Bertranet.

La construction appelée le château, située dans le village, est une grosse maison des XVIIe et XVIIIe siècles.
Certaines places du village datent du XVIIIe siècle.
L’église Saint-Pierre-ès-Liens, dont la voûte est en arc brisé. Son clocher-tour, placé contre la façade occidentale, est construit avec des chaînages d’angles à refends. L’ensemble date du XVIIe siècle. Sa crèche date de la première moitié ou du milieu du XIXe siècle.
La chapelle Saint-Michel est construite en ex-voto après la peste de 1720. Elle a été restaurée en 1995.
La commune compte une bergerie en pierre sèche portant sur son fronton le millésime 1889 gravé sur une pierre.
En 1960, Giono tourne avec Fernandel Crésus aux Fraches et dans la vallée du Jabron, mais quelques scènes sont filmées dans les villages de l’Hospitalet et de Saumane.

### Habitat traditionnel
Les différentes formes d’habitat traditionnel provençal sont représentées dans la commune : maisons en hauteur au village, où hommes et bêtes vivaient sous le même toit, mais aussi des maisons isolées dans les collines. Au XIXe siècle se sont ajoutées hors du village des maisons à terre. Toutes ces constructions sont pensées pour les besoins agricoles : terrasse pour sécher les fruits, grenier pour serrer le foin et le grain.

Constructions traditionnelles à Saumane.
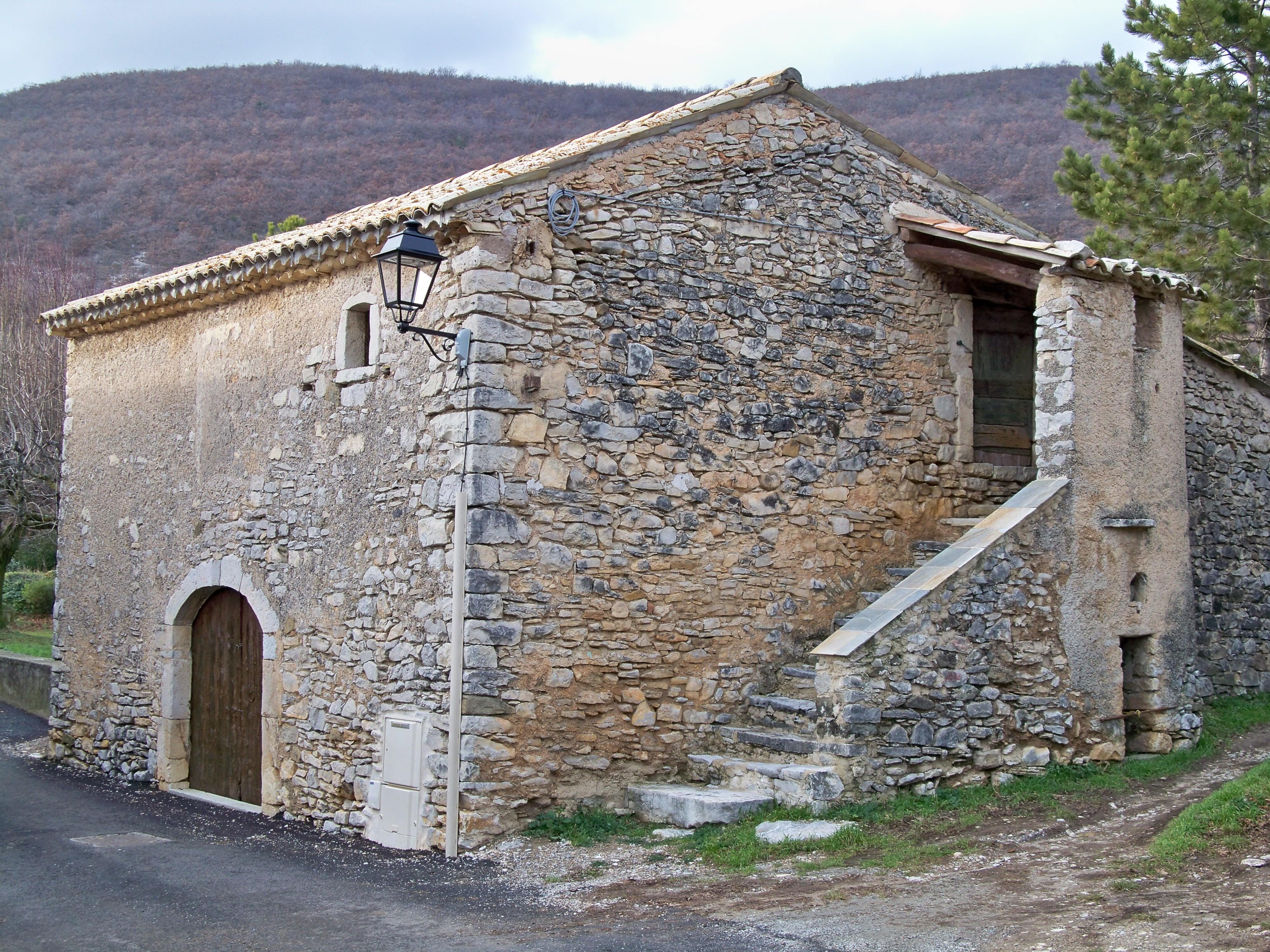
Maison en hauteur.
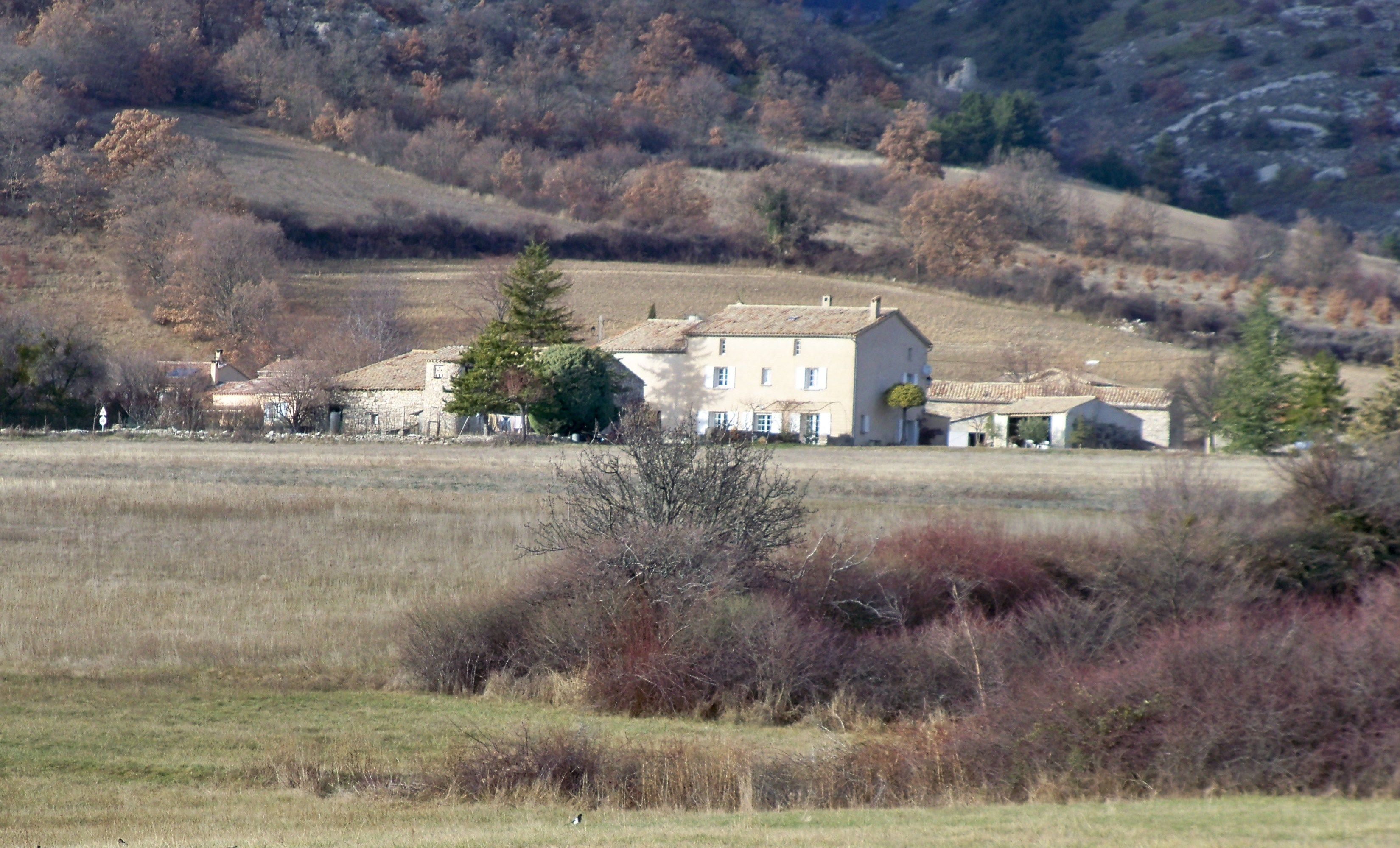
Maison à terre.
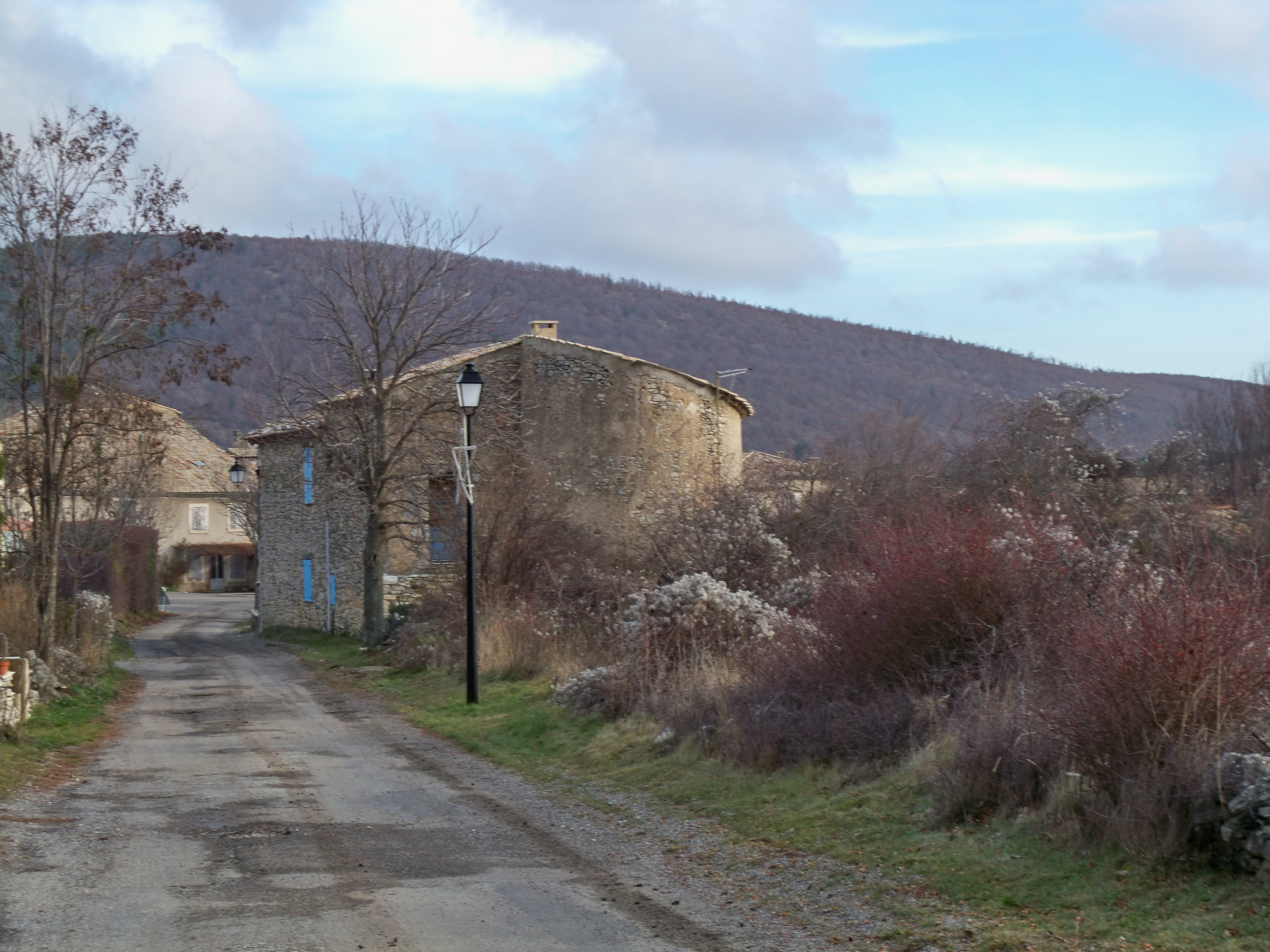
Maison à tour.
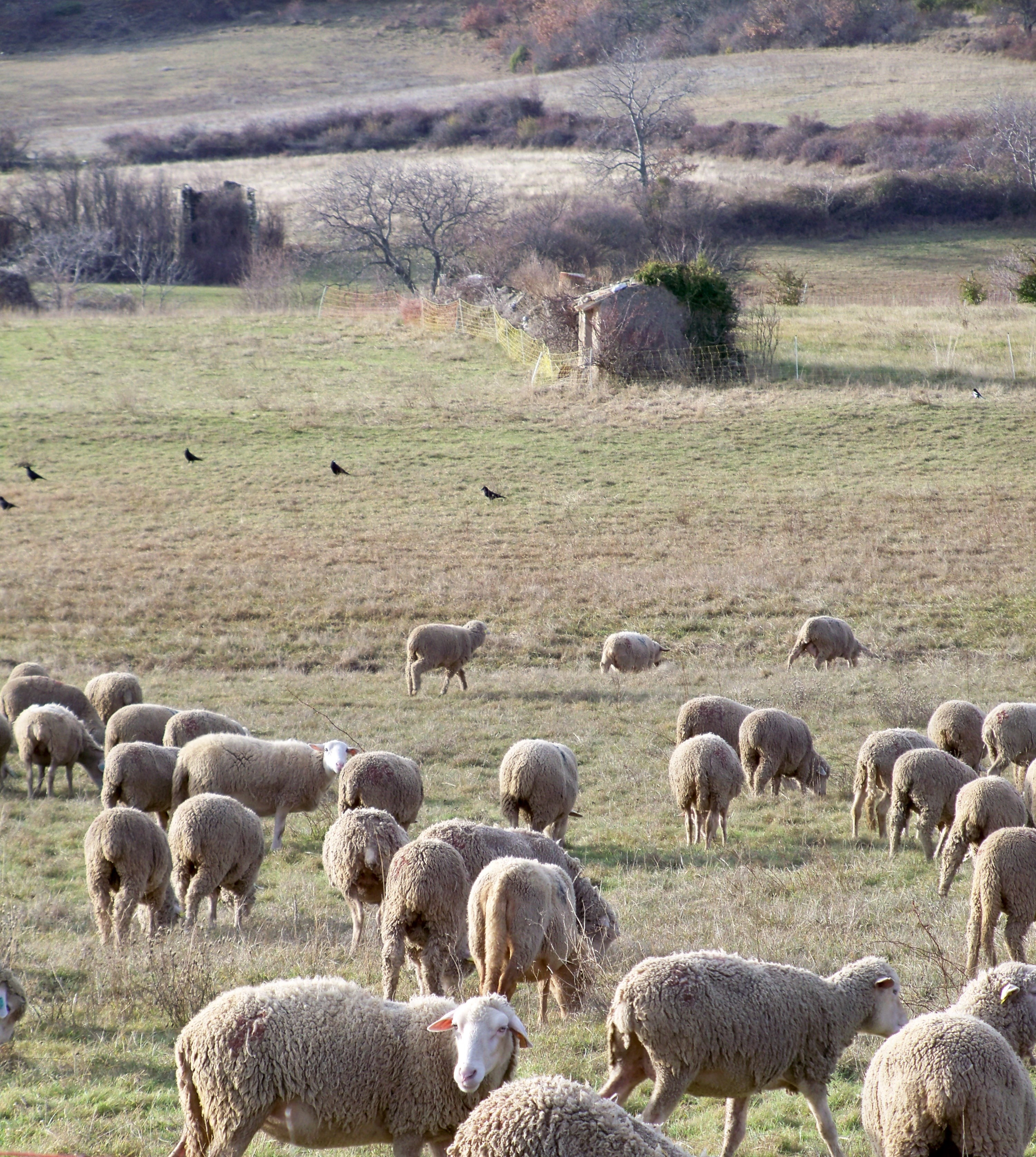
Cabanon de berger.

Les pigeonniers de particuliers sont souvent construits au XIXe siècle, et se signalent par des plaques vernissées en façade, protégeant les oiseaux des rongeurs. L'approvisionnement en eau des différentes constructions était très souvent complété par une citerne qui recueillait les eaux de pluie de la toiture.
Les cabanons fournissent un habitat aménagé près de champs ou de vignes éloignées.

## Vie locale

### Cultes

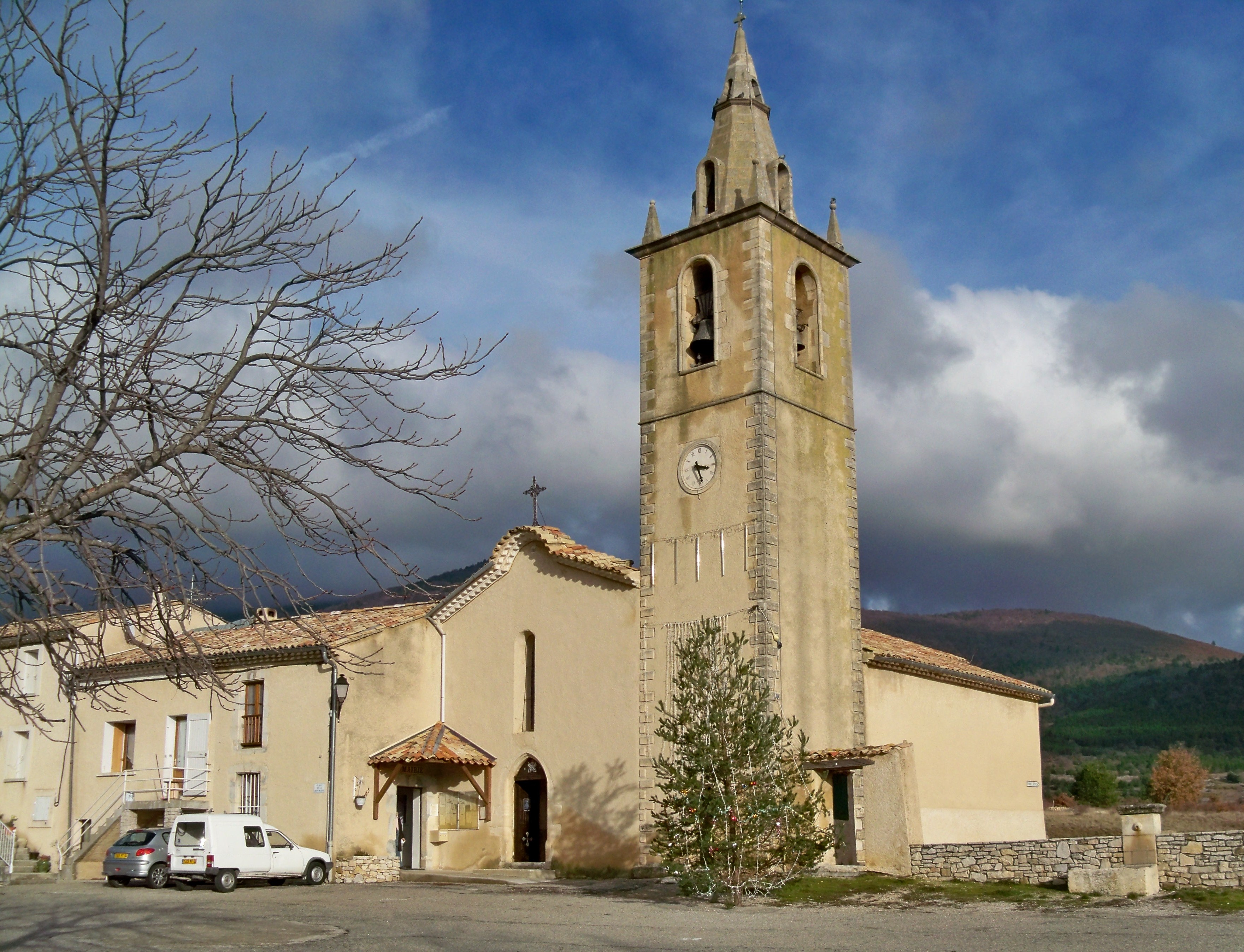
Église de Saumane

La commune fait partie du secteur paroissial Montagne de Lure.

### Héraldique
| Blason de Saumane | Blason  | De sinople à un pal d'or, coupé d'or à une guivre de sinople. |
| Blason de Saumane | Détails | Le statut officiel du blason reste à déterminer.              |